# Donato Tamburelli
Donato Tamburelli detto Rondone (Seggiano, 14 febbraio 1934) è un fantino italiano.
In trentotto presenze al Palio di Siena, Rondone ha trionfato in tre occasioni: il 2 luglio 1958 per il Montone; il 16 agosto 1963 per il Drago; il 16 agosto 1969 per il Nicchio.
Fatto curioso: ha corso per tutte le Contrada di Siena, fatta eccezione per l'Oca.
Rondone ha vinto il Palio di Legnano nel 1958 per la Contrada Sant'Erasmo; ha inoltre partecipato al Palio di Asti.

## Presenze al Palio di Siena
Le vittorie sono evidenziate ed indicate in neretto.
| Palio             | Contrada     | Cavallo         | Note   |
| ----------------- | ------------ | --------------- | ------ |
| 2 luglio 1954     | Drago        | Pola            |        |
| 16 agosto 1954    | Onda         | Ravi II         | scosso |
| 5 settembre 1954  | Aquila       | Botticella      |        |
| 2 luglio 1955     | Onda         | Velka           |        |
| 16 agosto 1956    | Onda         | Archetta        | scosso |
| 2 luglio 1957     | Onda         | Velka           | scosso |
| 2 luglio 1958     | Valdimontone | Belfiore        |        |
| 16 agosto 1958    | Bruco        | Belfiore        |        |
| 2 luglio 1959     | Pantera      | Velka           |        |
| 16 agosto 1959    | Selva        | Gaudenzia       |        |
| 2 luglio 1960     | Valdimontone | Capriola        |        |
| 16 agosto 1960    | Valdimontone | Archetta        |        |
| 4 settembre 1960  | Giraffa      | Salomè de Mores |        |
| 5 giugno 1961     | Torre        | Bolivia         |        |
| 2 luglio 1961     | Leocorno     | Marisa          | scosso |
| 16 agosto 1961    | Valdimontone | Elena de Mores  |        |
| 2 luglio 1962     | Valdimontone | Marisa          |        |
| 16 agosto 1962    | Torre        | Coraggio        |        |
| 2 luglio 1963     | Valdimontone | Beatrice        |        |
| 16 agosto 1963    | Drago        | Zaffira         |        |
| 2 luglio 1964     | Torre        | Daria           |        |
| 16 agosto 1964    | Torre        | Daria           |        |
| 2 luglio 1965     | Civetta      | Castagnola      |        |
| 16 agosto 1965    | Aquila       | Luciana         |        |
| 2 luglio 1967     | Aquila       | Selvaggia       |        |
| 16 agosto 1967    | Nicchio      | Fiamma          | scosso |
| 16 agosto 1969    | Nicchio      | Topolone        |        |
| 21 settembre 1969 | Istrice      | Macchina II     | scosso |
| 2 luglio 1970     | Lupa         | Arianna         |        |
| 2 luglio 1971     | Nicchio      | Ira             | scosso |
| 16 agosto 1971    | Tartuca      | Musella         |        |
| 16 agosto 1972    | Nicchio      | Panezio         |        |
| 2 luglio 1973     | Nicchio      | Pitagora        | scosso |
| 16 agosto 1973    | Chiocciola   | Orbello         |        |
| 2 luglio 1974     | Bruco        | Orbello         | scosso |
| 16 agosto 1974    | Nicchio      | Rio Marin       |        |
| 2 luglio 1976     | Pantera      | Teseo II        | scosso |
| 18 agosto 1976    | Drago        | Tobruck         |        |